# Fondue de formatge

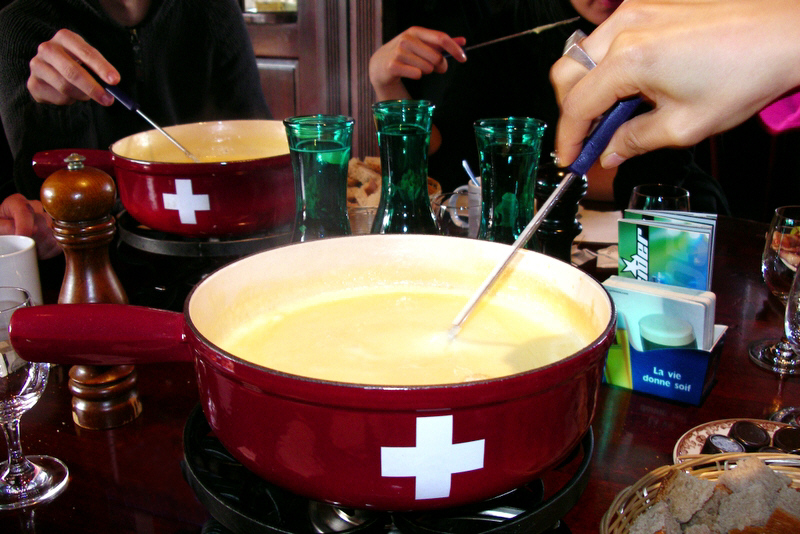
Fondue de formatge

La fondue de formatge és una menja elaborada a partir de formatges de pasta dura com el gruyère, el beaufort o el Comté, entre d'altres, fosos (fondus en francès) amb vi o sense, i acompanyats de pa. És el plat nacional suís, però també és propi d'altres regions alpines, com la  Savoia, i del Jura a França, i la Vall d'Aosta a Itàlia.

## Història
A la Ilíada d'Homer apareix una recepta de formatge de cabra amb farina i vi que és considerada la referència més antiga d'aquesta preparació alimentària.

La recepta de la fondue de formatge actual es troba però en llibre de cuina publica a Zúric l'any 1885.

## Preparació
La fondue de formatge es prepara en una cassola, anomenada caquelon, habitualment fregada amb un gra d'all. S'hi deixa desfer els formatge (és possible que s'afegeixi farina de blat o de blat de moro per evitar la separació dels formatges), amb vi blanc o altres begudes alcohòliques (kirsch o cervesa). També es poden tallar alguna dent d'all per afegir-la a la preparació.
El mateix caquelon es presenta a taula sobre una font de calor que manté la fondue a la temperatura de fusió del formatge. Havent punxat un rosegó de pa no gaire tendre amb una forquilla allargada, els comensals introdueixen la forquilla a la fondue per recollir el formatge i menjar-lo, després de fer girar la forquilla sobre el caquelon a fi de recollir els fils de formatge que es poden formar i assolir la temperatura adient.
La fondue de formatge s'acompanya habitualment d'un vi blanc sec i àcid de la mateixa regió, com ho són els vins de Vaud o de Savoia (Fendant, Appremont, etc.), o de kirsch.

## Varietats regionals
En funció dels formatges propis de cada regió, la composició de la fondue de formatge varia, per adaptar-se a la disponibilitat i característiques pròpies de l'entorn. Així és com moltes fondues de formatge adopten un gentilici particular.
| Formatges                               | Fondues         |
| --------------------------------------- | --------------- |
| 100% gruyère                            | vaudoise        |
| 100% vacherin fribourgeois              | fribourgeoise   |
| 50% gruyère et 50% vacherin             | moitié-moitié   |
| 50% gruyère et 50% emmental             | neuchâteloise   |
| 1/3 gruyère, 1/3 emmental et 1/3 sbrinz | Suïssa central  |
| 1/3 emmental, 1/3 beaufort et 1/3 comté | savoyarde       |
| 100% comté                              | jurassienne (F) |

La "meïtat i meïtat" fa referència a la composició a parts iguals de gruyère i vacherin fribourgeois. A la Savoia també es poden trobar fondues elaborades exclusivament amb beaufort. I a la Vall d'Aosta, el formatge predominant a les fondues de formatge és el fontina.